# Bill McCracken
William "Bill" McCracken (29 de gener de 1883 - 20 de gener de 1979) fou un futbolista nord-irlandès de la dècada de 1910.
Fou internacional amb la selecció d'Irlanda unificada.
Pel que fa a clubs, defensà els colors de Newcastle United.
Un cop retirat fou entrenador a clubs com Millwall o Aldershot.

## Palmarès
Newcastle United
- Football League: 1904-05, 1906-07, 1908-09
- FA Cup: 1910